# Ottersdorf
Ottersdorf is een deel van de Duitse stad Rastatt, deelstaat Baden-Württemberg. Het dorp telt 2490 inwoners (2007).

Ottersdorf
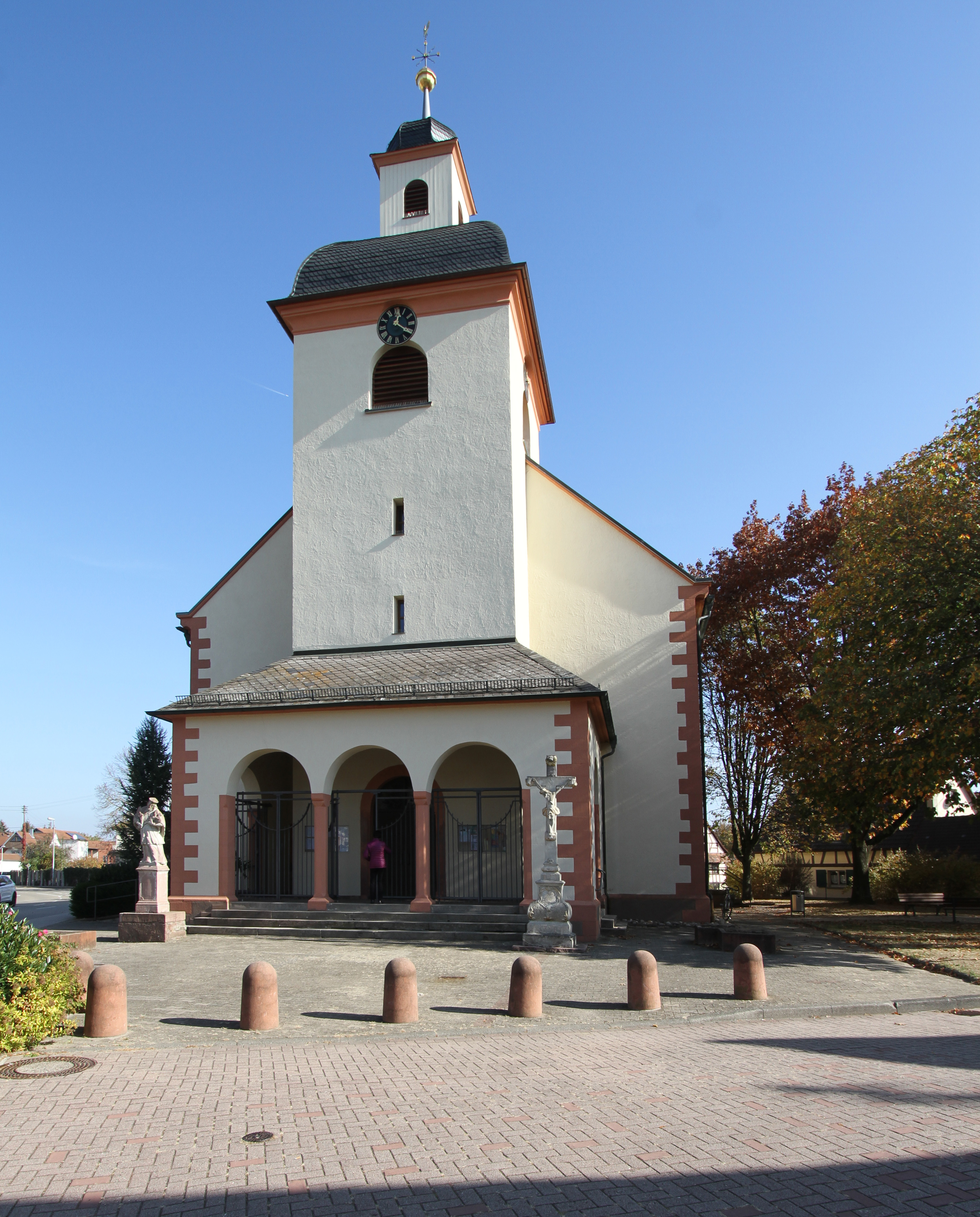
Sint-Aegidius
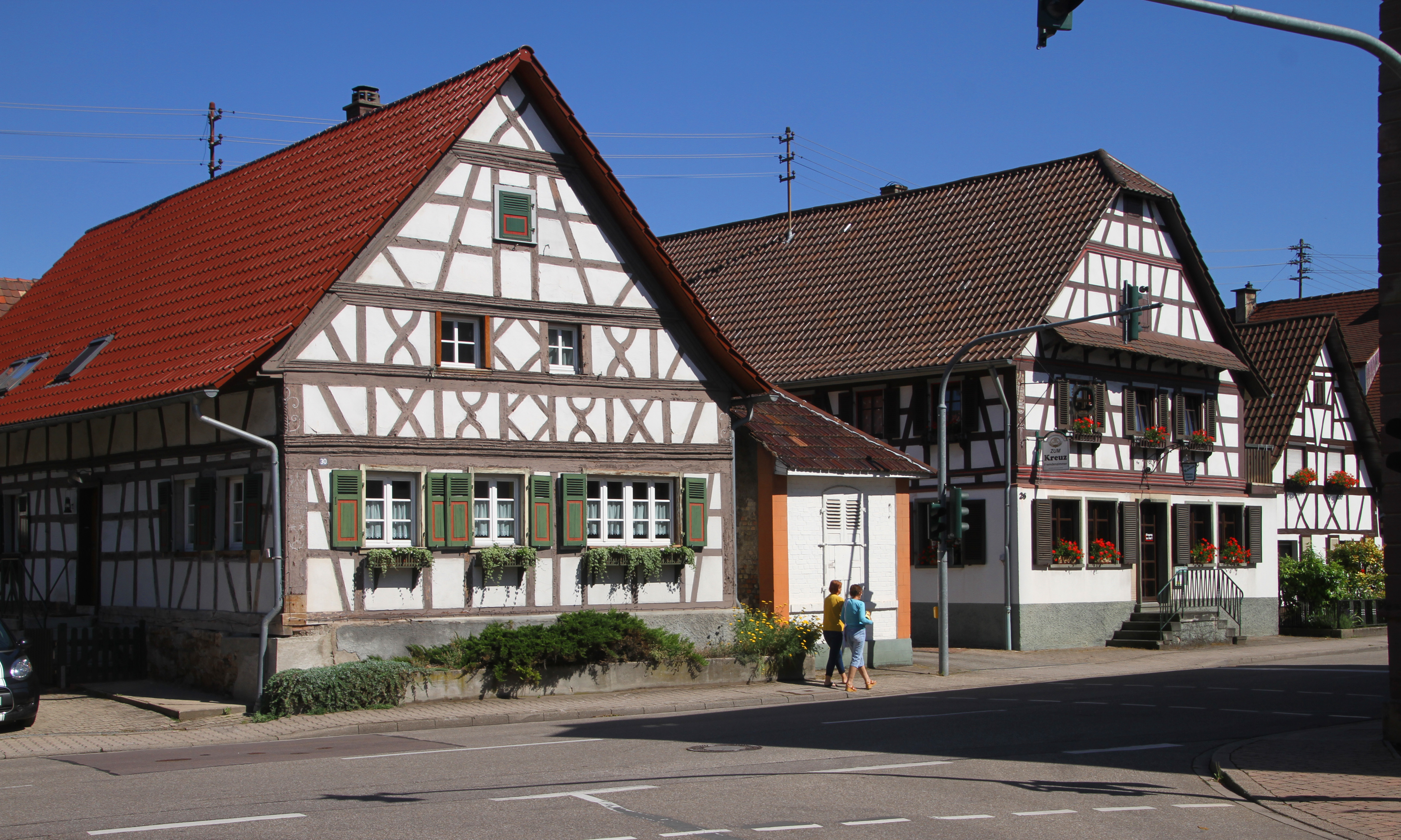
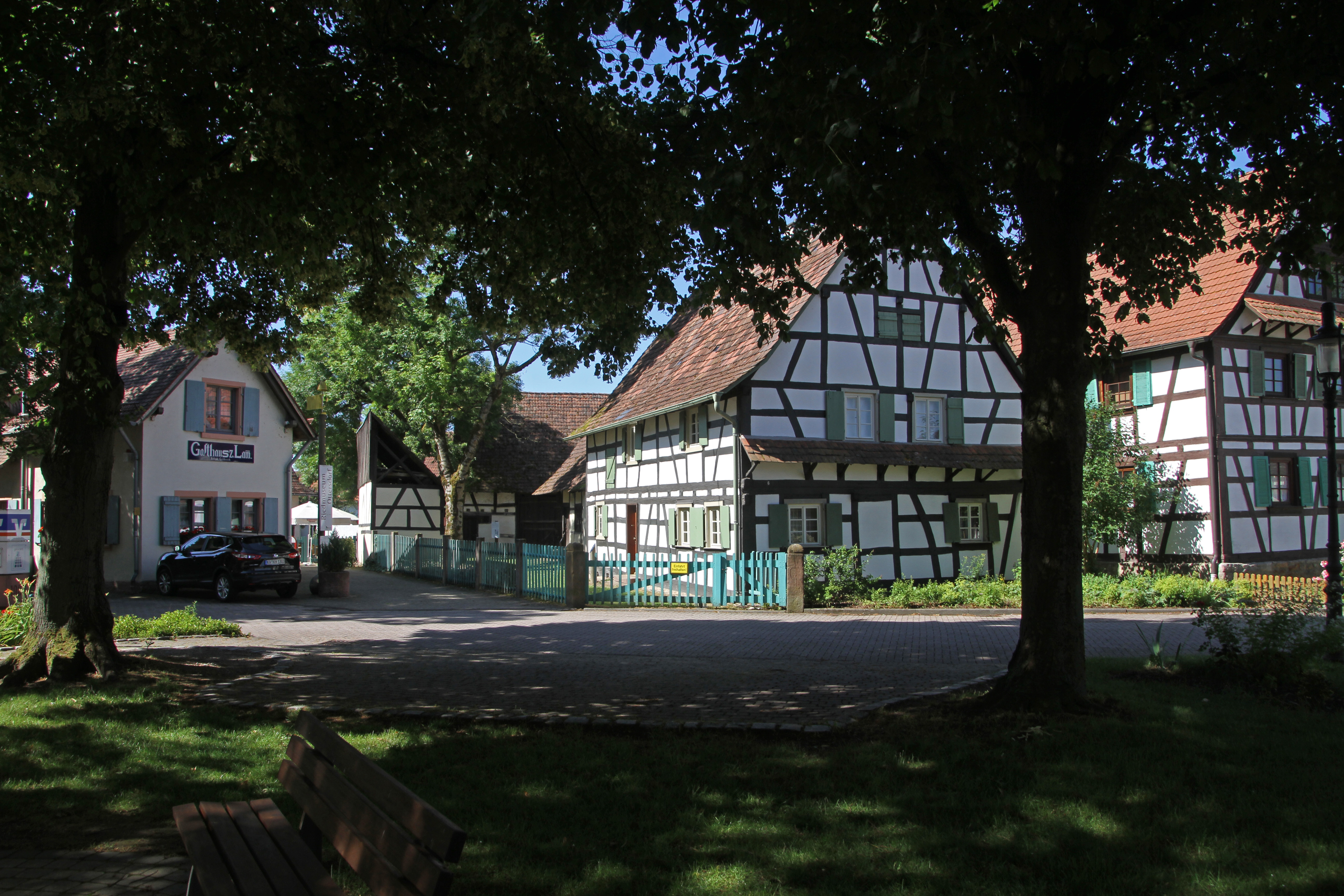
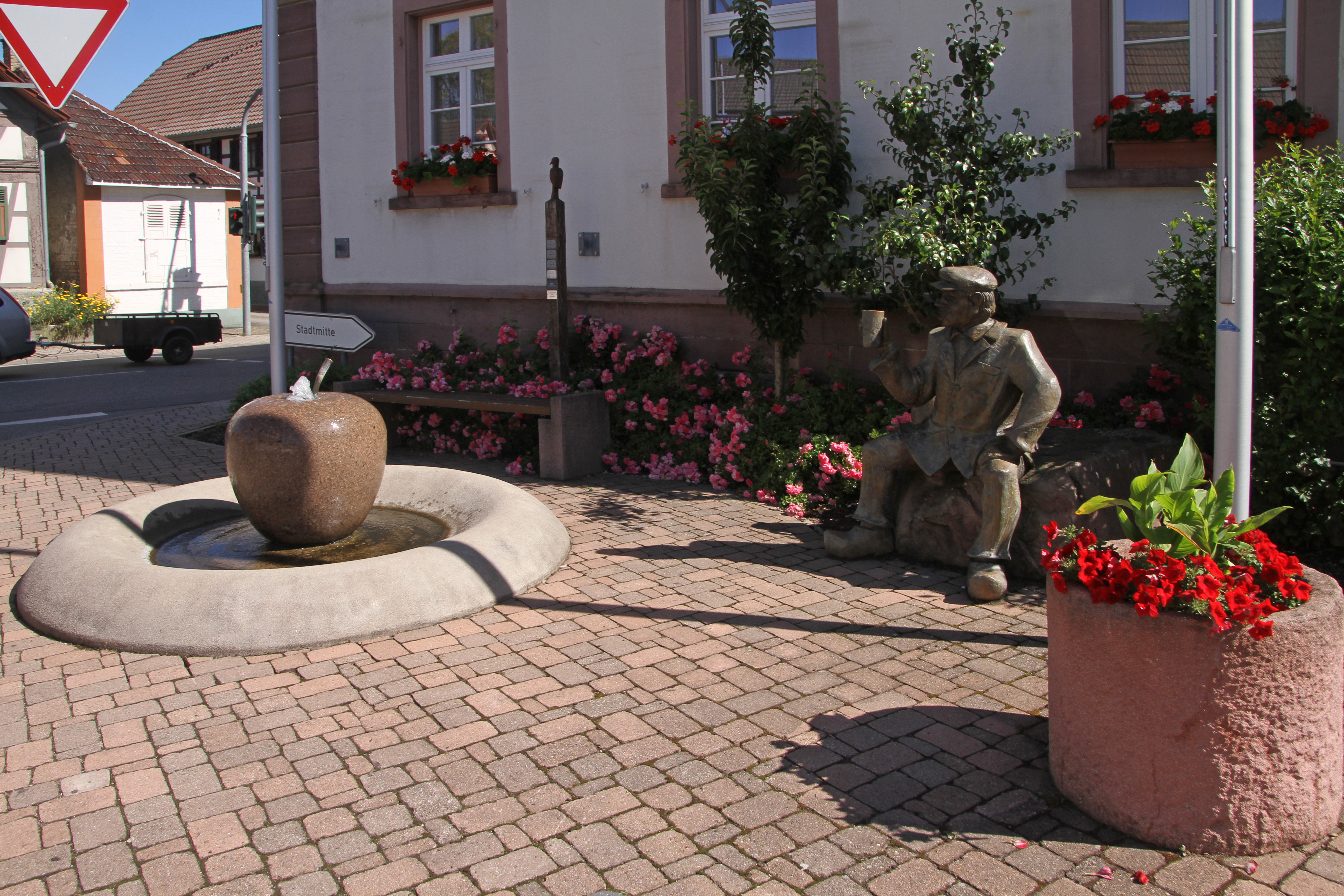
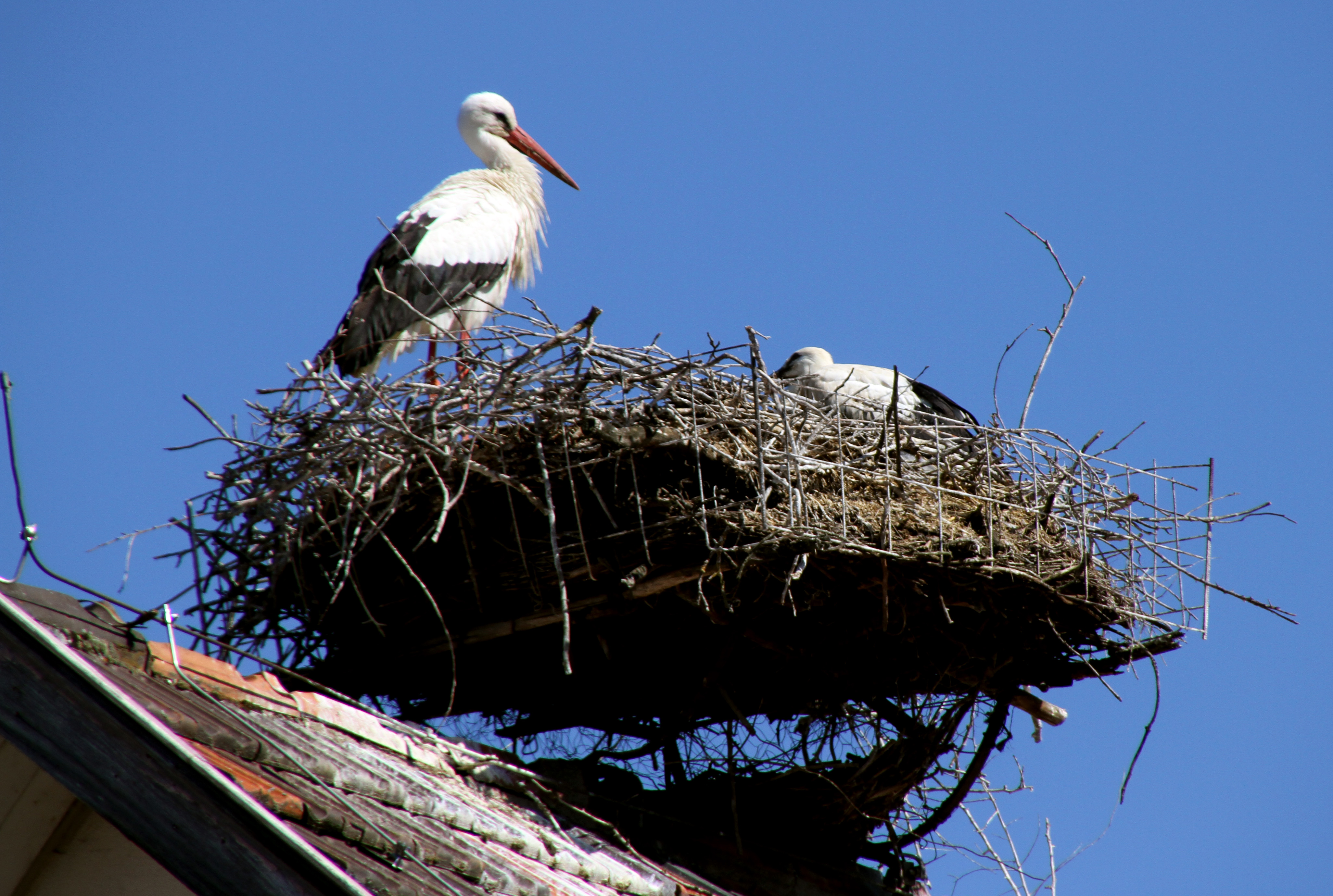

Förch · Niederbühl · Ottersdorf · Plittersdorf · Rauental · Wintersdorf